# 艺术史博物馆
艺术史博物馆（德语：Kunsthistorisches Museum）是奥地利维也纳的一座博物馆，设在戒指路旁富丽堂皇的大楼内，有一个圆满的八角形穹顶，是世界上藏品最丰富的美术和装饰艺术博物馆之一。2014年访问的游客达到798,524人。

## 历史
1891年，艺术史博物馆和自然史博物馆同时开幕。它们是根据奥匈帝国皇帝弗朗茨·约瑟夫一世的命令修建，为哈布斯堡王朝丰富的收藏品找到一个合适的地点，并且能够对公众开放。这两座博物馆拥有相同的外表，隔玛丽亚·特蕾西亚广场相对。两座博物馆都兴建于1872年到1891年之间，建筑师是戈特弗里德·森佩尔和卡尔·哈斯瑙尔。该建筑呈长方形，立面用砂岩建造，顶部有有60米高的穹顶。建筑物内部装饰华丽，有大理石，灰泥纹饰，金箔，和绘画，其本身就是壮观的艺术品。
2003年5月11日该博物馆的藏品《盐罐》被盗，直到2006年1月21日才在茨韦特尔附近的森林挖出。

## 藏品
艺术史博物馆藏品中最重要的有：
- 卡拉瓦乔：
- 鲁本斯：
- 拉斐尔：草地上的圣母，1506年
- 老布勒哲尔:
  - 狂欢节与四旬斋之战 (Kampf zwischen Fasching und Fasten), 1559
  - 巴别塔 (Turmbau zu Babel), 1563
  - 前往各各他，1564年
  - 《阴天2-3月》，1565
  - 《牧归10-11月》，1565
  - 《雪中猎者12-1月》，1565

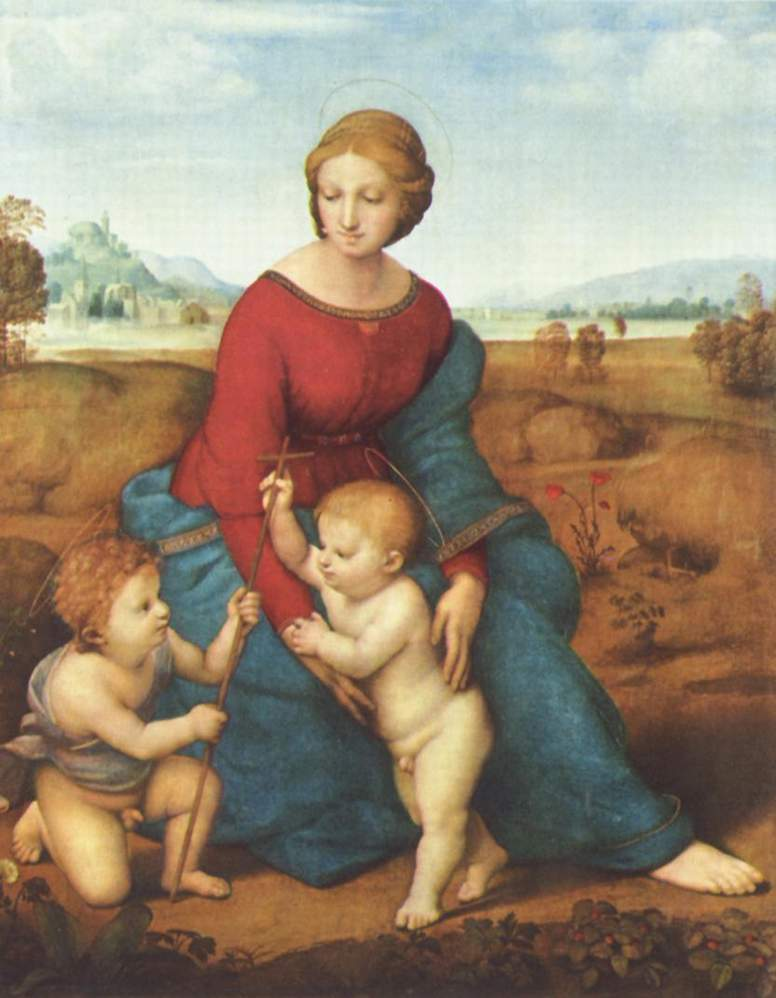
草地上的圣母，拉斐尔
巴别塔，老布勒哲尔
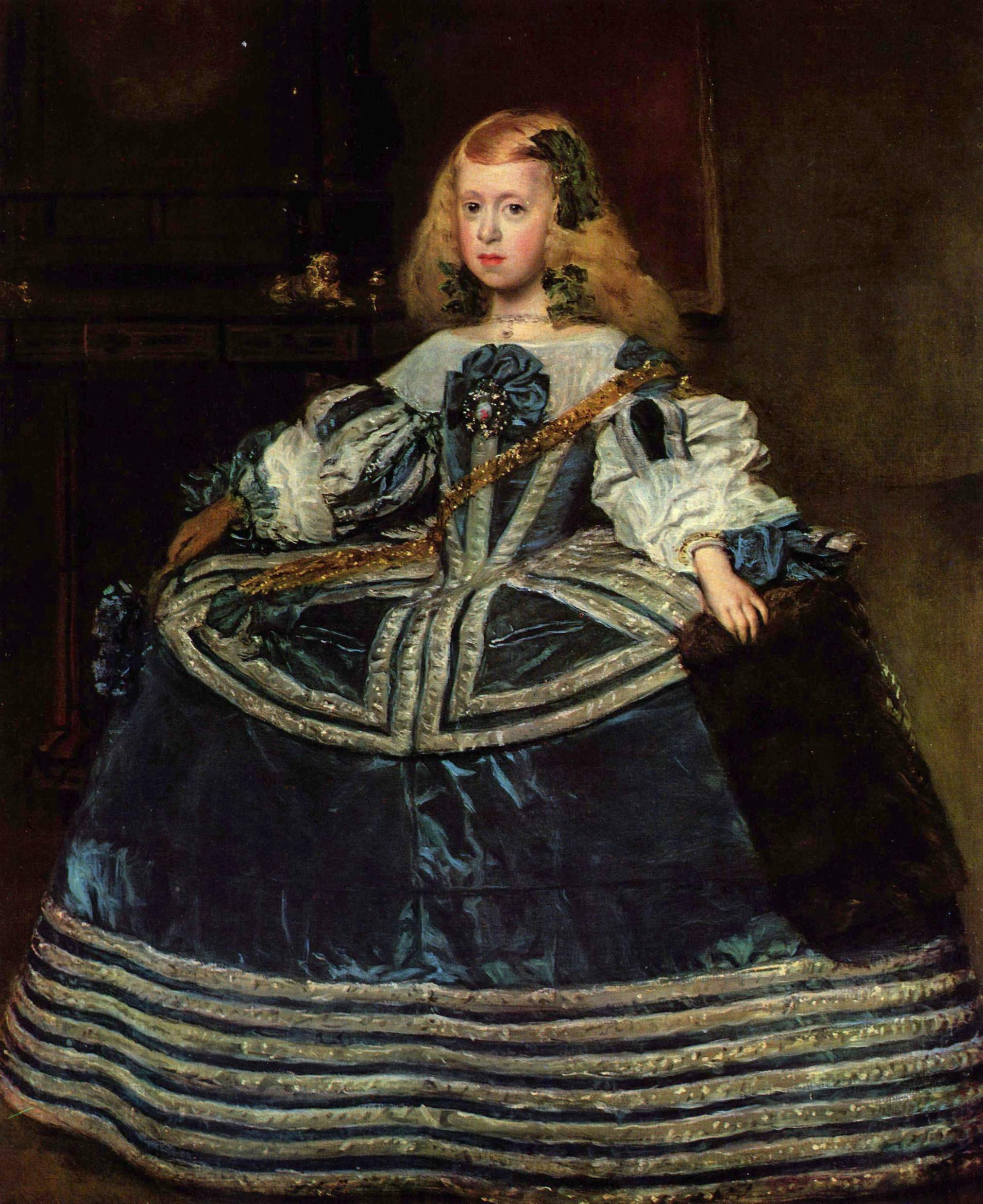
穿蓝色连衣裙的小玛格丽塔·特雷莎，委拉斯开兹
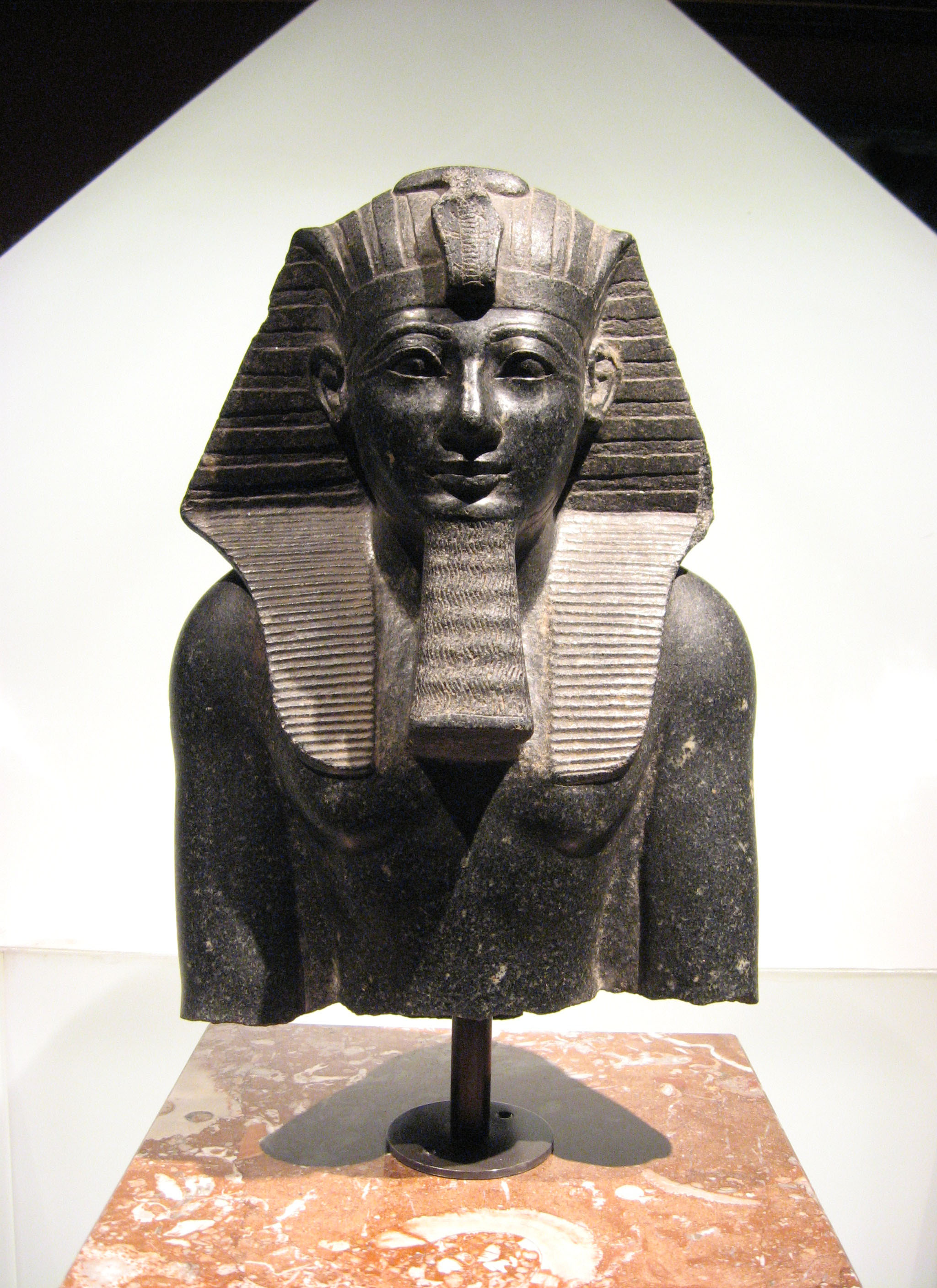
图特摩斯三世像
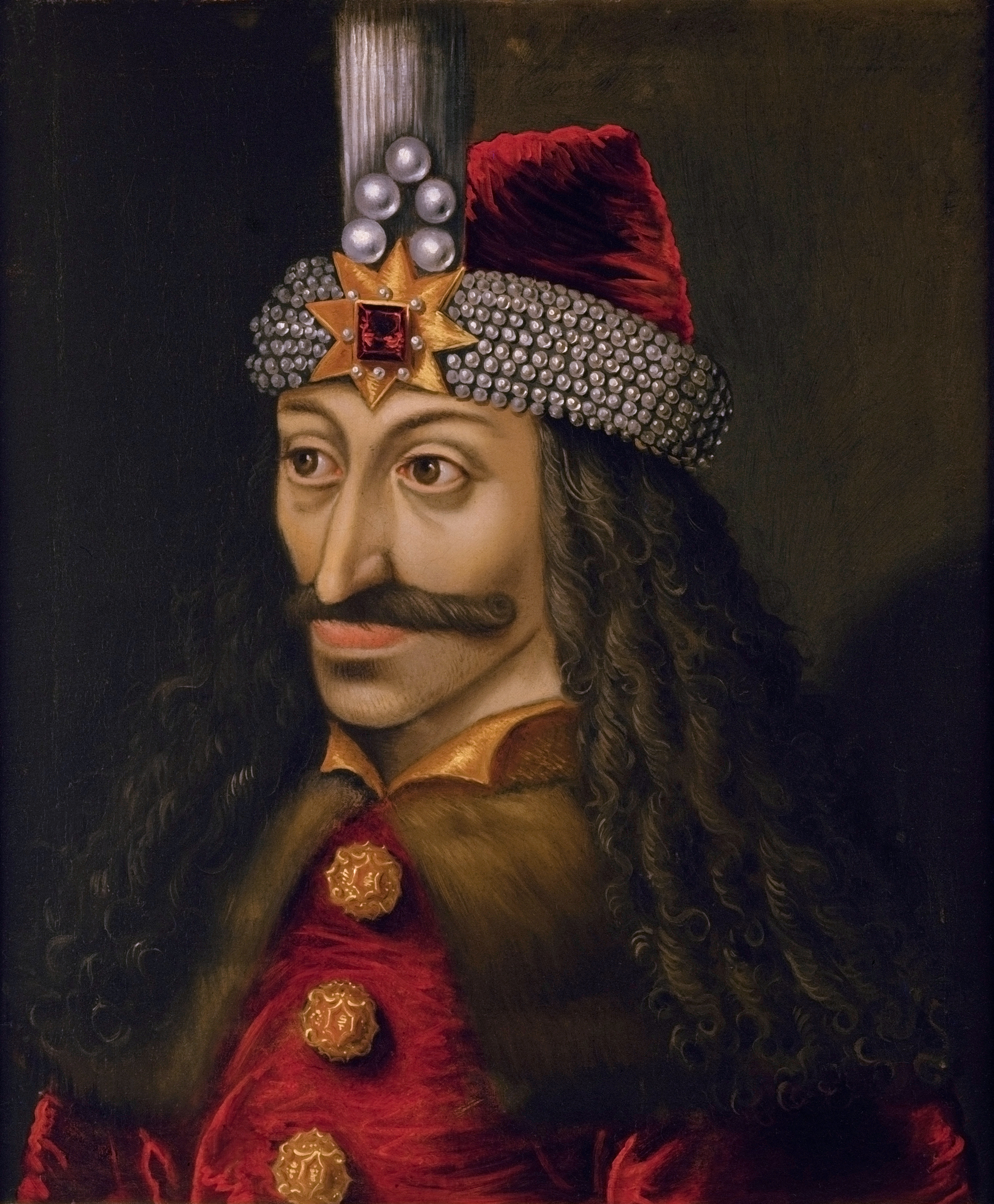
弗拉德三世肖像